# NGC 6552
NGC 6552 este o astronomical radio source⁠(d) situată în constelația Dragonul. A fost descoperită în 6 octombrie 1866 de către Heinrich Louis d'Arrest.